# Color*Iz
COLOR*IZ (читается и стилизуется как colorize)— дебютный мини-альбом южнокорейско — японской проектной гёрл-группы IZ*ONE, сформированной в 2018 году на реалити-шоу на выживание Produce 48. Альбом был выпущен 29 октября компанией Off The Record Entertainment. Он доступен в двух версиях: «Rose» и «Color» и содержит семь треков (восемь для физического издания) с «La Vie en Rose» в качестве ведущего сингла.

## Предпосылки и релиз
IZ*ONE были сформированы через реалити-шоу Produce 48, как третий сезон конкурсных шоу от Mnet Produce 101, в сотрудничестве с японской идол-группой AKB48 и Ясуси Акимото, которая стремилась создать «глобальную» гёрл-группу, в первую очередь активную как в Южной Корее, так и в Японии. С завершением шоу в августе 2018 года лейбл группы, вне записи, объявил, что IZ*ONE дебютируют позже в октябре. Группа сразу же начали подготовку к своему дебюту после финала шоу, участницы были поставлены на жесткий график.
Дебютный альбом под названием Color*Iz был анонсирован за две недели до его выпуска. IZ*ONE завершили съемки музыкального видео для ведущего сингла альбома «La Vie en Rose» 18 октября 2018 года. Iz One completed filming the music video for the album’s lead single, «La Vie en Rose» on October 18, 2018.
Color*Iz был выпущен 29 октября 2018 года вместе с музыкальным видео ведущего сингла на различных музыкальных платформах, включая Melon, Apple Music и Spotify. 4 ноября 2018 года IZ*ONE выпустили хореографическое видео «La Vie en Rose» на YouTube.

## Композиции
Ведущий сингл «La Vie en Rose» описывается Billboard как яркий, заводной трек Electropop, который сочетает в себе широкий спектр элементов, таких как эмбиентные синтезаторы, топающие удары, жестяные силки и эхо-строки. Альбом также содержит версии IZ*ONE «We Together», «You’re In Love, Right?» и «As We Dream», которые были первоначально исполнении конкурсантами на шоу Produce 48.

## Промоушен
IZ*ONE провели свой дебютный концерт «COLOR*IZ Show-Con» 29 октября 2018 года в Олимпийском зале Сеула. Билеты были распроданы в течение минуты после продажи. Презентация транслировалась в прямом эфире на YouTube и Facebook. Группа принела участие в шоу Idol Room 17 октября, а эпизод был показан 30 октября на JTBC. Они также появились в эпизоде 31 октября Weekly Idol.
Группа дебютировала на сцене 1 ноября, исполнив «O’My!» и «La Vie en Rose» на M Countdown, а затем на Music Bank и Show! Music Core. Группа получила свою первую победу 8 ноября на M! Countdown, что сделало их самой быстрой женской группой, победившей на музыкальном шоу с момента дебюта 10 дней.

### Видеоклип
Официальное музыкальное видео для «La Vie en Rose» было вдохновлено красным цветом, название на французском языке для «The Life in Pink», с двенадцатью участницами, поющими и танцующими в красных и кожаных нарядах. Он был полностью поставлен Чхэ Да Сом, за исключением предварительного припева, который был изменен Квон Ын-Би. Клип достиг более 4,5 миллионов просмотров в первые 24 часа после своего релиза на YouTube, превзойдя предыдущий рекорд, Stray Kids. Четыре дня спустя музыкальное видео превысило 10 миллионов просмотров на YouTube.

## Критика
Тамар Герман из Billboard высказала мнение, что ведущий сингл «увлекателен с самого начала» и что группа подала вводный трек, который «одновременно мощный и тонкий». Она далее добавила, «IZ*One, намекают на потенциал акта на одной из самых экспериментальных поп-музыкальных сцен в мире и подчеркивает, почему эти 12 были выбраны из числа почти 100 девушек, которые соревновались за место в группе в Produce 48 в этом году».

## Коммерческий успех
В южнокорейском чарте HANTEO сообщалось, что Color*Iz побил рекорд по самым высоким продажам дебютных альбомов гёрл-групп, продав более 34,000 копий в день его выпуска.
Альбом также возглавил чарты iTunes в десяти странах, включая Индонезию, Израиль, Японию, Малайзию, Филиппины, Сингапур, Таиланд и Вьетнам, в первую неделю. IZ*ONE впоследствии стали четвертой по величине гёрл-группой в первой неделе продаж альбомов, около 80,000 копий. В первую неделю своего существования Color*Iz занял второе место в альбомном чарте Gaon, а сингл «La vie en Rose» занял 14 место в цифровом чарте Gaon. Все семь треков дебютировали в чарте загрузки Gaon, и всего за три дня, альбом занял 4 место в ежемесячном чарте Gaon Album, продав 98,311 копий в октябре.
В Японии альбом дебютировал на вершине Oricon Weekly Album Chart, и Oricon Weekly Digital Album Chart, продав 12,000 физических копий и 3000 цифровых копий за неделю с 29 октября по 4 ноября 2018 года. Альбом также занял девятое место в чарте Billboard World Albums, в то время как «La Vie en Rose» дебютировал на шестом месте в чарте World Digital Songs. По данным Nielsen Music, с 26 октября по 1 ноября было продано 1000 копий, и песня стала бестселлером недели. Дебютный релиз IZ*ONE появился как на мировых альбомах, так и в чартах World Digital Songs.

## Трек-лист
Credits adapted from Melon and Apple Music.
| №                   | Название                                                                                                 | Текст песни                                                             | Музыка                                                    | Arrangement                                               | Длительность |
| ------------------- | --- | ----------------------------------------------------------------------- | --------------------------------------------------------- | --------------------------------------------------------- | ------------ |
| 1.                  | «Colors» (아름다운 색)                                                                                   | Tenzo Kebee Fixman                                                      | Tenzo Fixman                                              | Tenzo Fixman Muna                                         | 3:38         |
| 2.                  | «O' My!»                                                                                                 | Hidden Sound (HSND) Han Kang (HSND) Shin Jae-young (HSND) Jo Yoon-kyung | Hidden Sound (HSND) Han Kang (HSND) Shin Jae-young (HSND) | Hidden Sound (HSND) Han Kang (HSND) Shin Jae-young (HSND) | 3:23         |
| 3.                  | «La Vie en Rose» (라비앙로즈)                                                                            | MosPick                                                                 | MosPick                                                   | MosPick                                                   | 3:39         |
| 4.                  | «Memory» (비밀의 시간)                                                                                   | Boombastic, So Jay                                                      | Boombastic                                                | Boombastic                                                | 3:23         |
| 5.                  | «We Together (Iz One ver.)» (앞으로 잘 부탁해)                                                           | Baekgom Bbaekkom So Jay                                                 | Baekgom Park Ki-tae (Prismfilter) So Jay                  | Park Ki-tae (Prismfilter)                                 | 3:46         |
| 6.                  | «Suki ni Nacchau Darō? (Iz One ver.)» (반해버리잖아? / 好きになっちゃうだろう? / You're in Love, Right?) | Yasushi Akimoto                                                         | Hayakawa Hirotaka Belex                                   | Hayakawa Hirotaka Belex                                   | 4:09         |
| 7.                  | «Yume wo Miteiru Aida (Iz One ver.)» (꿈을 꾸는 동안 / 夢を見ている間 / As We Dream)                     | Yasushi Akimoto                                                         | Iggy Yong-bae                                             | Iggy Yong-bae                                             | 3:29         |
| Общая длительность: | Общая длительность:                                                                                      | Общая длительность:                                                     | Общая длительность:                                       | Общая длительность:                                       | 25:27        |

| №                   | Название                         | Текст песни         | Музыка                              | Arrangement         | Длительность |
| ------------------- | -------------------------------- | ------------------- | ----------------------------------- | ------------------- | ------------ |
| 8.                  | «Pick Me (Iz One ver.)» (내꺼야) | Produce 48          | Flow Blow airair Louise Frick Sveen | Flow Blow airair    | 4:39         |
| Общая длительность: | Общая длительность:              | Общая длительность: | Общая длительность:                 | Общая длительность: | 30:06        |

## Чарты
| Чарты (2018)                 | Позиции в чартах |
| ---------------------------- | ---------------- |
| Япония (Oricon)              | 1                |
| Япония (Billboard)           | 3                |
| Республика Корея (Gaon)      | 2                |
| США World Albums (Billboard) | 9                |

| Чарт (2018)             | Позиция |
| ----------------------- | ------- |
| Республика Корея (Gaon) | 24      |